# 2008 en photographie
| Années de la photographie : 2005 - 2006 - 2007 - 2008 - 2009 - 2010 - 2011    |
| Décennies de la photographie : 1970 - 1980 - 1990 - 2000 - 2010 - 2020 - 2030 |

Cet article présente les faits marquants de l'année 2008 en photographie.

## Événements
- 8 février : la firme américaine Polaroid Corporation annonce l'arrêt de la fabrication de tous ses films instantanés.
- Ouverture du centre d'art contemporain consacré à la photographie Le Point du jour à Cherbourg[1].
- Le photographe français Jean Gaumy est nommé peintre officiel de la Marine.

## Livres de photographies
- Françoise Huguier, Kommounalki, Arles, Actes Sud, 172-20 p. (ISBN 978-2-7427-7397-8) : ouvrage consacré aux appartements communautaires de Saint-Pétersbourg[2].

## Expositions
- 16 janvier - 30 mars : "Réalités" : un mensuel français illustré, 1946-1978, Maison européenne de la photographie, Paris[3].
- 12 février - 27 avril : Léon Gimpel : les audaces d'un photographe, 1873-1948, Musée d'Orsay, Paris ; l'exposition permet de redécouvrir l'œuvre oubliée d'un photographe qui utilisait l'autochrome[4],[5].
- 5 avril - 1er juin : Controverses. Une histoire juridique et éthique de la photographie, Musée de l’Élysée, Lausanne.
- 26 avril - 6 juillet : Otto Steinert, Pariser Formen, Musée Folkwang, Essen.
- 21 mai - 24 août : Acteurs en scène : regards de photographes, Bibliothèque nationale de France, Paris[6]

photographies de Mario Atzinger, Claude Bricage, Daniel Cande, Fernand Michaud, Nadar, Roger Pic, Charles Reutlinger, Studio Harcourt, Nicolas Treatt, Agnès Varda.
- 27 mai - 7 septembre : L'image révélée : premières photographies sur papier en Grande-Bretagne, 1840-1860, Musée d'Orsay, Paris[7],[8].
- 15 juin - 14 septembre : New York Weegee, the famous, Pavillon populaire, Montpellier.

l'exposition présente un choix de 281 tirages originaux de la collection de Michel et Michèle Auer, et montre le travail du photographe de 1932 aux années 1960.
- Rétrospective Richard Avedon, Galerie nationale du Jeu de Paume, Paris.
- 10 septembre - 21 décembre : Henri Cartier-Bresson, Walker Evans : photographier l'Amérique, 1929-1947, Fondation Henri-Cartier-Bresson, Paris, dans le cadre du Mois de la photo[9].
- 11 septembre - 4 janvier 2009 : Liselotte Strelow. Retrospektive, 1908-1981, Rheinisches Landesmuseum, Bonn[10].
- 29 octobre - 25 janvier 2009 : 70', la photographie américaine. Diane Arbus, Lewis Baltz, Harry Callahan ..., Bibliothèque nationale, Paris[11].
- 28 novembre - 2 mars 2009 : Delacroix et la photographie, Musée national Eugène-Delacroix, Paris (commissaire Christophe Leribault)[12].
- Robert Doisneau, 1945 : un voyage en Alsace, deux expositions[13]. : 
  - 28 novembre - 30 janvier 2009 : Doisneau, un voyage en Alsace, 1945, Maison de la région d'Alsace, Strasbourg
  - 25 novembre - 11 janvier 2009 : Alsace, été 1945, La Filature, Mulhouse.
- décembre 2008 - janvier 2009 : Erich Salomon, le roi des indiscrets. 1928-1938, Hôtel de Sully, Paris[14].
- Annie Leibovitz. A Photographer's Life, 1990-2005, Maison européenne de la photographie, Paris.

## Festivals et congrès photographiques
- 1er - 3 mai : 106e congrès de la Fédération photographique de France à Marly-le-Roi.

- 8 juillet - 14 septembre : 39es Rencontres de la photographie d'Arles (Christian Lacroix et ses invités)[15].

- août : 29e congrès de la Fédération internationale de l'art photographique à Žilina en Slovaquie.
- 30 août - 14 septembre : festival Visa pour l'image à Perpignan.
- 11 septembre - 30 septembre : 1re édition du Festival Images Vevey • Biennale des arts visuels à Vevey en Suisse.
- 23 - 28 septembre photokina, Cologne.
- novembre : Mois de la photo, Paris.

## Prix et récompenses
- Prix Niépce : Jürgen Nefzger.
- Prix  Nadar : Sarah Moon.
- Prix Arcimboldo : Jean-François Rauzier.
- Prix Marc Ladreit de Lacharrière – Académie des beaux-arts à Jean-François Spricigo pour son projet Anima[16].
- Prix HSBC pour la photographie :  Aurore Valade et Guillaume Lemarchal.
- Prix Bayeux-Calvados des correspondants de guerre à Balazs Gardi (en) (Agence VII).
- Grand prix Paris Match du photojournalisme : Frédéric Sautereau pour La République Centrafricaine, le conflit oublié[17].
- Prix Roger-Pic : Philippe Guionie pour sa série intitulée Le tirailleur et les trois fleuves.
- Prix Pierre et Alexandra Boulat : Jean Chung, pour son reportage « Larmes au Congo » sur les conséquences des viols et violences sexuelles subies par de nombreuses femmes en République démocratique du Congo.
- Bourse Canon de la femme photojournaliste : Brenda Ann Kenneally.
- Prix Picto de la jeune photographie de mode : Suzie Cuvelier et Léo Siboni.
- Prix Tremplin Photo de l'EMI : Hughes Léglise-Bataille.
- Prix Voies Off : Sunghee Lee.
- Prix Erich-Salomon : Anders Petersen.
- Prix culturel de la Société allemande de photographie : Steven Sasson.
- Prix Oskar-Barnack : Lucia Mincová.
- Prix du duc et de la duchesse d'York : Catherine Bodmer.
- Prix national de la photographie (Espagne) : María Bleda et José María Rosa.
- Prix Ansel-Adams : Steven Kazlowski.
- Prix W. Eugene Smith : Mikhael Subotzky
- Prix Pulitzer :
  - Prix Pulitzer de la photographie d'article de fond (Pulitzer Prize for Feature Photography) : Preston Gannaway (en) du Concord Monitor pour son reportage sur une famille confrontée à la maladie en phase terminale d'un parent[18].
  - Prix Pulitzer de la photographie d'actualité (Pulitzer Prize for Breaking News Photography) : Adrees Latif de Reuters, pour sa photographie du photographe Kenji Nagai, blessé et qui mourra des suites de ses blessures lors d'un repôrtage sur les événements politiques de 2007 en Birmanie[19],[20].
- Prix Robert Capa Gold Medal : Shaul Schwarz.
- Prix Inge-Morath : Kathryn Cook.
- Infinity Awards :
  - Prix pour l'œuvre d'une vie : Malick Sidibé
  - Prix Cornell-Capa : non attribué
  - Prix de la publication Infinity Award : Taryn Simon, An American Index of the Hidden and Unfamiliar, Göttingen, Steidl, 2008, 150 p.  (ISBN 9783865213808)
  - Infinity Award du photojournalisme : Anthony Suau
  - Infinity Award for Art : Edward Burtynsky
  - Prix de la photographie appliquée : Craig McDean.
- Prix Higashikawa :

photographe japonais : Asako Narahashi ; photographe étranger : Klaus Mitteldorf (de) ; photographe espoir : Tomoko Sawada (en) ; prix spécial : Yūji Obata.
- Prix Kimura Ihei : Masashi Asada.
- Prix Ken-Domon à Hiromi Tsuchida.
- Prix de la Société de photographie du Japon : Risaku Suzuki, Ryūichirō Suzuki, Masato Seto.
- Prix de photographie de Sagamihara : Masataka Nakano.
- Prix Mainichi des arts : Ishiuchi Miyako, Gōzō Yoshimasu.
- World Press Photo of the Year : Tim Hetherington pour la photographie d'un soldat américain pendant la Guerre d'Afghanistan[21].
- Médaille du progrès de la Royal Photographic Society : David Attenborough.
- Centenary Medal de la Royal Photographic Society : Martin Parr.
- Prix international de la Fondation Hasselblad : Graciela Iturbide
- Prix suédois du livre photographique : Trinidad Carillo, Naini and the Sea of Wolves, Berkeley, Farewell Books  (ISBN 9197688851).
- Prix Lennart-Nilsson : Anders Persson, Université de Linköping.
- Création du Prix Pictet par la banque suisse Groupe Pictet, pour récompenser un photographe ayant travaillé sur le thème du développement durable. Premier lauréat : Benoit Aquin (Canada) pour sa série The Chinese Dust Bowl sur la désertification en Chine[22].
- Prix national vénézuélien de la photographie : José Joaquín Castro.

## Décès
- 1er janvier : Harold Corsini,  88 ans, photographe américain[23], né le 28 août 1919.
- 24 janvier : Lee Embree, 92 ans, photojournaliste américain, auteur de la première photographie aérienne de l'attaque de Pearl Harbor en 1941, né le 9 juillet 1915.
- 27 février : Maud Sulter, 47 ans, plasticienne, photographe et écrivaine britannique d'origine ghanéenne, née le 19 septembre 1960.
- 23 mars : Philippe Joudiou, 85 ans, photographe, écrivain et illustrateur français, né le 18 novembre 1922.
- 30 mars : Dith Pran, 65 ans, photojournaliste cambodgien rescapé du génocide et dont l'histoire a inspiré le film La Déchirure, né le 27 septembre 1942.
- 23 avril : Jean-Daniel Cadinot, 64 ans, photographe, réalisateur, scénariste et producteur français de films pornographiques gay, né le 10 février 1944.
- 23 mai : Cornell Capa, 90 ans, photographe américain d'origine hongroise, membre depuis 1954 de l'agence Magnum Photos, fondée par son frère aîné Robert Capa en 1947, né le 10 avril 1918.
- 3 juin : Claude Dityvon, 71 ans, photographe français[24],[25], cofondateur en 1972 de l' Agence Viva, né le 12 mars 1937.
- 2 juillet : Alain Dister, 66 ans, journaliste et photographe français, auteur de nombreux ouvrages concernant le rock, né le 25 décembre 1941.
- 5 juillet : Marie Šechtlová, photographe tchèque, née le 25 mars 1928.
- 10 juillet : Bernard Cahier, 80 ans, journaliste et photographe français, spécialiste du sport automobile et de la Formule 1, né le 20 juin 1927.
- 3 septembre : Françoise Demulder, 61 ans photojournaliste de guerre française, première lauréate féminine du World Press Photo, née le 9 juin 1947.
- 6 septembre : Maria Vachon-Turini, 93 ans, photographe franco-suisse ayant pris une part active à la Résistance française, née le 31 octobre 1914.
- 3 octobre : Mariusz Hermanowicz, 57 ans, photographe franco-polonais, né le 17 décembre 1950.
- 11 octobre : William Claxton, 80 ans photographe et écrivain américain, né le 12 octobre 1927.
- 13 octobre : Tom Palumbo, 87 ans, photographe américain d'origine italienne, né le 25 janvier 1921.
- 28 décembre : Jules Rouard, 82 ans, photographe belge, membre de l'Armée secrète, mouvement de la Résistance intérieure belge durant la Seconde Guerre mondiale, né le 22 mai 1926.

- Date précise inconnue ou non renseignée :
  - Rashid Mahdi, photographe soudanais actif à Atbara des années 1950 aux années 1970, né en 1923.

## Célébrations
Centenaire de naissance
- Mario Atzinger
- Pierre Boucher
- Henri Cartier-Bresson
- Mama Casset
- Roger Corbeau
- Gisèle Freund
- Liselotte Grschebina
- Yousuf Karsh
- Kiyoshi Koishi
- Claude Lévi-Strauss
- René-Jacques
- George Rodger
- Liselotte Strelow
- Edith Tudor-Hart
- Minor White

Centenaire de décès
- Abraham Bogardus
- Victor Camus
- François Chéri-Rousseau
- Carl Haack
- Hermann Ludwig von Jan
- Augustus Le Plongeon
- Takebayashi Seiichi
- William Stinson Soule
- Francisco Zagala

Bicentenaire de naissance
- Mads Alstrup
- Victor Cassien
- François Fauvel-Gouraud
- Josiah Johnson Hawes
- Marcus Aurelius Root (en)